# شهری در دریا
«شهری در دریا» (انگلیسی: The City in the Sea) شعری از ادگار آلن پو است. نسخه نهایی در سال ۱۸۴۵ به چاپ رسید اما نسخه‌ای قدیمی‌تر با عنوان «شهر محکوم به فنا» (انگلیسی: The Doomed City) در سال ۱۸۳۱ و بعدتر «شهر گناه» (انگلیسی: The City of Sin) به چاپ رسید. شعر داستان شهری که حاکم آن تشخیص مرگ است را با استفاده از عناصر رایج ادبیات گوتیک روایت می‌کند. پو از کارهای مختلفی مانند کوبلا خان از سمیوئل تیلور کلریج الهام گرفته است. پو همچنین حداقل تا حدی از تاریخ جنگ‌های یهود روایتی از شهر عموره کتاب مقدس در قرن یکم اثر یوسف فلاوی تأثیر گرفته است.